# Atropoisomeria
In chimica l'atropoisomeria (o atropoisomerismo) è un tipo di stereoisomeria, precisamente di isomeria conformazionale,  che si verifica allorché le rotazioni dei legami singoli risultano impedite a causa della repulsione sterica tra i sostituenti (dal greco "a"+"tropos" : senza movimento). Le molecole, che in questa situazione si trovano ad assumere  conformazioni bloccate risultano, per tale motivo, separabili a temperatura ambiente. in questi casi dunque, gli isomeri conformazionali divengono isomeri configurazionali poiché specie distinte e separabili nelle condizioni sperimentali.